# Sunkan Sentimental
A Sunkan Sentimental (瞬間センチメンタル; Hepburn: Shunkan Sentimental, ’Érzelmes pillanat’) a Scandal japán együttes ötödik nagykiadós kislemeze (összességében a nyolcadik), egyben a Temptation Box című stúdióalbumuk első kislemeze. A dalok szövegeit a Scandal, Kobajasi Nacumi és Jaho Csiroru írta. A korong a hetedik helyen mutatkozott be az Oricon slágerlistáján a 16 672 eladott példánnyal. A lemezből összesen 32 624 példány kelt el Japánban. A Billboard Japan Hot 100 listáján a tizenhetedik, míg a Hot Singles Sales listáján hetedik helyezést érte el.
A lemezen található Jumemiru koro vo szugitemo című dal a Hillbilly Bops nevű együttes hasonló című számának feldolgozása, amelyre a Scandal a Jumemiru cubasza című kislemezükön válaszolt.
A kislemezt megjelenésének napján több mint húszezren vásárolták meg digitális úton, majd 2010 áprilisában a Japán hanglemezgyártók Szövetsége aranylemezzé minősítette a kislemezt, mivel azt több mint százezren töltötték le annak teljes hosszúságú változatát.

## Megjelenése a médiában
A kislemez címadó dal a Fullmetal Alchemist: Testvériség animesorozat negyedik zárófőcím dala volt.

## Számlista
| Normál kiadás (ESCL-3381) | Normál kiadás (ESCL-3381)                                             | Normál kiadás (ESCL-3381) | Normál kiadás (ESCL-3381) | Normál kiadás (ESCL-3381) | Normál kiadás (ESCL-3381) | Normál kiadás (ESCL-3381) | Normál kiadás (ESCL-3381) | Normál kiadás (ESCL-3381) | Normál kiadás (ESCL-3381) |
| #                         | Cím                                                                   | Dalszöveg                 | Zene                      | Hangszerelő               | Hossz                     |                           |                           |                           |                           |
| ------------------------- | --------------------------------------------------------------------- | ------------------------- | ------------------------- | ------------------------- | ------------------------- | ------------------------- | ------------------------- | ------------------------- | ------------------------- |
| 1.                        | Sunkan Sentimental (瞬間センチメンタル; Érzelmes pillanat)            | Scandal, Kobajasi Nacumi  | Tadzsika Juicsi           | Kavagucsi Keita           | 3:45                      |                           |                           |                           |                           |
| 2.                        | Hosi no furu joru ni (星の降る夜に; Ezen a csillagfényes éjszakán)    | Scandal                   | Tadzsika Juicsi           | Kavagucsi Keita           | 4:03                      |                           |                           |                           |                           |
| 3.                        | Jumemiru koro vo szugitemo (夢見る頃を過ぎても)                       | Jaho Csiroru              | Kubota Szacsio            | –                         | 4:17                      |                           |                           |                           |                           |
| 4.                        | Sunkan Sentimental (Instrumental) (瞬間センチメンタル (Instrumental)) | –                         | Tadzsika Juicsi           | Kavagucsi Keita           | 3:46                      |                           |                           |                           |                           |
| 15:51                     |                                                                       |                           |                           |                           |                           |                           |                           |                           |                           |

| Korlátozott példányszámú kiadás (ESCL-3380) | Korlátozott példányszámú kiadás (ESCL-3380)                                                                                                | Korlátozott példányszámú kiadás (ESCL-3380) | Korlátozott példányszámú kiadás (ESCL-3380) | Korlátozott példányszámú kiadás (ESCL-3380) | Korlátozott példányszámú kiadás (ESCL-3380) | Korlátozott példányszámú kiadás (ESCL-3380) | Korlátozott példányszámú kiadás (ESCL-3380) | Korlátozott példányszámú kiadás (ESCL-3380) | Korlátozott példányszámú kiadás (ESCL-3380) |
| #                                           | Cím | Dalszöveg                                   | Zene                                        | Hangszerelő                                 | Hossz                                       |                                             |                                             |                                             |                                             |
| ------------------------------------------- | --- | ------------------------------------------- | ------------------------------------------- | ------------------------------------------- | ------------------------------------------- | ------------------------------------------- | ------------------------------------------- | ------------------------------------------- | ------------------------------------------- |
| 1.                                          | Sunkan Sentimental (瞬間センチメンタル) | Scandal, Kobajasi Nacumi                    | Tadzsika Juicsi                             | Kavagucsi Keita                             | 3:45                                        |                                             |                                             |                                             |                                             |
| 2.                                          | Hosi no furu joru ni (星の降る夜に) | Scandal                                     | Tadzsika Juicsi                             | Kavagucsi Keita                             | 4:03                                        |                                             |                                             |                                             |                                             |
| 3.                                          | Jumemiru koro vo szugitemo (夢見る頃を過ぎても)                                                                                            | Jaho Csiroru                                | Kubota Szacsio                              | –                                           | 4:17                                        |                                             |                                             |                                             |                                             |
| 4.                                          | Sunkan Sentimental (Hagane no renkindzsucusi Fullmetal Alchemist ED ver.) (瞬間センチメンタル-『鋼の錬金術師FULLMETAL ALCHEMIST』ED ver.-) | Scandal, Kobajasi Nacumi                    | Tadzsika Juicsi                             | Kavagucsi Keita                             | 1:31                                        |                                             |                                             |                                             |                                             |
| 5.                                          | Sunkan Sentimental (Instrumental) (瞬間センチメンタル (Instrumental))                                                                      | –                                           | Tadzsika Juicsi                             | Kavagucsi Keita                             | 3:46                                        |                                             |                                             |                                             |                                             |
| 17:22                                       | |                                             |                                             |                                             |                                             |                                             |                                             |                                             |                                             |